# Edith Unnerstad
Edith Alice Unnerstad, född Tötterman 28 juli 1900 i Helsingfors, död 29 december 1982 i Djursholm, var en svensk författare,  mest känd för sina barnböcker.

## Biografi
Unnerstad föddes som näst äldst i en finlandssvensk fembarnsfamilj. 1908, när hon var åtta år, dog hennes mormor, som var lotsänka på Åland. Familjen Tötterman lämnade då Helsingfors och flyttade till mormors stuga i Mariehamn, som modern ärvt. Två år senare flyttade familjen till Sverige och bosatte sig i Södertälje, och 1912 flyttade de vidare till Stockholm, där hon gick på Detthowska skolan och senare studerade konst. 1918 flyttade familjen tillbaka till Åland och mormors stuga.
1924 gifte sig Unnerstad med den två år äldre radioingenjören Arvid Unnerstad från Svalöv i Skåne och 1928 fick de en dotter, översättaren Lena Anér Melin.
Edith Unnerstad är mest känd för sina barnböcker om den stora familjen Pip-Larsson. Bland dessa finns Kastrullresan och Nu seglar Pip-Larssons. Kastrullresan startar när familjen med sju barn inte får plats i sin lägenhet i Stockholm utan måste ge sig iväg på en äventyrlig färd per häst och vagn till Norrköping där de så småningom hittar ett nytt hem. Boken filmatiserades som Kastrullresan 1950 och blev 1998 TV-serie med namnet Pip-Larssons. Nu seglar Pip-Larssons handlar om hur barnen i familjen själva gör en sommarseglats i Södermanlands och Stockholms skärgårdar med kostern Rudolfina. På vägen är de med om många äventyr där både deras mod och sammanhållning sätts på prov. Även denna bok har blivit TV-serie.
Genomgående i Unnerstads böcker är en stark sammanhållning inom familjen eller kamratkretsen. Hon har även skrivit Farmorsresan, för vilken hon erhöll Nils Holgersson-plaketten för år 1957.
Unnerstads sista bok blev Bara Sara som gavs ut postumt år 2007 av Kompis Förlag. Boken är en historisk ungdomsroman med många självbiografiska detaljer. Den skildrar flickan Sara som föds i Helsingfors år 1900 och sedan flyttar till Mariehamn (kallas i boken Sofiestad) och därefter till Stockholm år 1910. Det är "En finstämd och lyhörd berättelse utifrån en åttaårig flickas perspektiv. Det är en bok som likaväl kan vara en barnbok som en roman för vuxna. Berättelsen har självbiografiska drag och präglas av den längtan efter idyll som fanns i hela Edith Unnerstads författarskap. De mörka inslagen finns med som flyktande skuggor och det ljusa tar hela tiden över. Språkligt och stilistiskt är det njutbar läsning." skrev Helene Ehriander på Bibliotekstjänst efter genomläsning.
Kompis Förlag gav 2007/2008 även ut de två böckerna om djuren i Vänliga skogen i nya omarbetade och nyillustrerade utgåvor.
Edith Unnerstad är begravd på Djursholms begravningsplats.

## Filmatiseringar
- Kastrullresan filmatiserades 1950 (se Kastrullresan) och televiserades 1998 (se Pip-Larsson)
- Nu seglar Pip-Larssons televiserades 1971; Nu seglar Pip-Larssons (TV-serie)

## Priser och utmärkelser
- 1953 – Tidningen Vi:s litteraturpris
- 1956 – Boklotteriets stipendiat
- 1957 – Nils Holgersson-plaketten för Farmorsresan
- 1965 – Litteraturfrämjandets stipendiat